# Red Feather Lakes
Red Feather Lakes é uma Região censo-designada localizada no estado americano de Colorado, no Condado de Larimer.

## Demografia
Segundo o censo americano de 2000, a sua população era de 525 habitantes.

## Geografia
De acordo com o United States Census Bureau tem uma área de
96,4 km², dos quais 95,0 km² cobertos por terra e 1,4 km² cobertos por água.

## Localidades na vizinhança
O diagrama seguinte representa as localidades num raio de 56 km ao redor de Red Feather Lakes.